# Pavel Janský
Pavel Janský (* 17. Januar 1929 in Prag; † 20. Januar 2006 ebenda) war ein tschechischer Dichter, Journalist und Übersetzer.

## Biografie
Janskýs Vater war der Schriftsteller und Theaterkritiker Emanuel Janský. Janský legte 1948 das Abitur an einer Oberschule in Prag ab. 1949 wurde er zu zehn Jahre Gefängnis als Mitangeklagter in einem Prozess gegen die Jugendorganisation der Arbeiterpartei verurteilt. 
Er saß in Pankráz und in Bory im Gefängnis und arbeitete auch in dem Uranlager in Jáchymov. 1954 wurde er durch den Präsidenten der Republik, Antonín Zápotocký begnadigt auf Ersuchen des Dichters Jaroslav Seifert.
Janský arbeitete dann einige Zeit als Hilfsarbeiter. Ab Jahr 1956 war er in der Redaktion des Verlags SZdN (Státni zdravotnické nakladatelstvi) tätig, der medizinische Fachpublikationen herausgab. Ab 1959 bis 1963 war er Bibliothekar im Theaterinstitut. Von 1964 bis 1968 arbeitete er als Bühnenbildner am Stadttheater in Prag.
Der Prager Frühling verbesserte kurzzeitig Janskýs Situation; von 1968 bis 1970 konnte er als Redakteur der Wochenzeitschrift Nové knihy (=  Neue Bücher) tätig sein. Ein Gedichtband, der 1967 herauskam, galt bald schon als zu systemkritisch, sodass er 1970 Schwierigkeiten bekam und seine Stelle bei Nové knihy verlor. 
Janský schlug sich von 1970 bis 1991 mit Beschäftigungen bei Werbeagenturen durch. 1991 ging er in Rente.

## Werke
Von 1956 bis 1963 schrieb Janský Theaterkritiken für die Zeitschrift Zemědělská noviny. Er veröffentlichte seine ersten Gedichte in der Zeitschrift Plamen und dann auch in Tvář, in Kulturní tvorba, in Sešity etc.
1967 kam sein Gedichtband Hlavou dolů: 1957–1964 (Mit dem Kopf nach unten) in dem Prager Verlag Československý spisovatel heraus. Der für die Herausgabe verantwortliche Redakteur war Miroslav Florian.
Sein zweiter Gedichtband Území tekutých písků (Das Land der liquiden Sande) zirkulierte seit 1975 als Untergrund- oder Samisdat-Literatur. Der Band wurde 1982 beim Exilverlag von Daniel Strož in München neu herausgegeben.
Er übersetzte auch aus dem Englischen und dem Deutschen.